# سیارک ۲۵۵۴۴
سیارک ۲۵۵۴۴ (به انگلیسی: 25544 Renerogers، نامگذاری:1999XU161) بیست و پنج هزار و پانصد و چهل و چهارمین سیارک کشف شده‌است که در ۱۳ دسامبر ۱۹۹۹ کشف شد.
قدر مطلق سیارک برابر ۱۲.۳ است.